# Pompeo Leoni

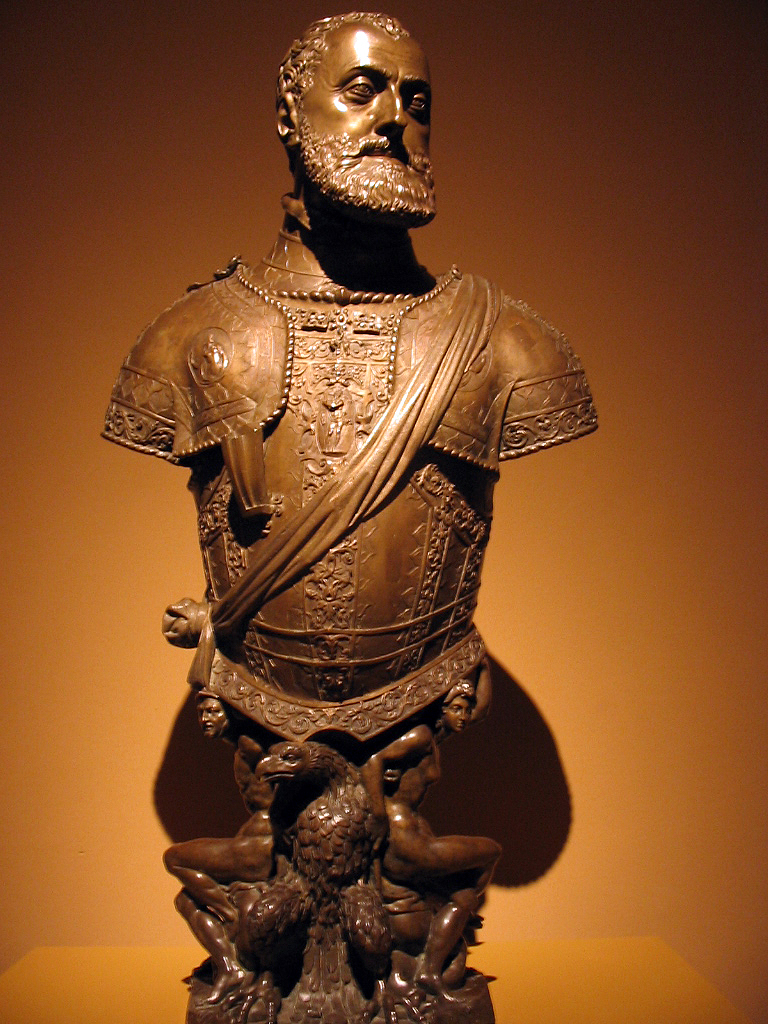
Leone e Pompeo Leoni, Busto di Carlo V, Madrid, Prado

Pompeo Leoni (1531 – Madrid, 10 ottobre 1608) è stato uno scultore e medaglista italiano.

## Biografia
Figlio di Leone Leoni, anche lui uno scultore, egli era nato in una famiglia originaria di Arezzo e si stabilì a Milano nel 1556. Nella sua casa detta degli Omenoni caratterizzata da otto enormi Telamoni che adornano la facciata già il padre Leone Leoni aveva organizzato una scuola, dove apprese l'arte scultorea e quella della medaglistica. 
Oltre che per la committenza milanese, lavorò per la monarchia spagnola. Insieme al padre lavorò per l'Escorial a Madrid. Nel 1579 iniziò a lavorare all'altare maggiore della basilica dell'Escorial, dove lavorarono molti artisti di grande prestigio presso la corte, soddisfacendo i capricci artistici della corte spagnola. Per i gruppi funebri dei sovrano Carlo V e Filippo II, si fece aiutare dal figlio Michelangelo, da un nipote di Jacopo da Trezzo e dagli italiani Baltasar Mariano e Vimercato. Attribuita a Pompeo Leoni è anche la statua in marmo bianco della principessa Giovanna nel Monastero de las Descalzas Reales.
Al Castello sforzesco di Milano si conserva la Medaglia di Francisco Fernández de Liébana, del 1575, mentre una copia si trova al Prado.
Noto collezionista d'arte, raccolse anche per conto del padre una quadreria importante. Nella sua opera Trattato dell'arte de la pittura pubblicata nel 1584, Giovanni Paolo Lomazzo indica che sono conservati nella casa della famiglia Leoni due quadri del Correggio, Giove e Io e Danae (oggi rispettivamente presso il Kunsthistorisches Museum di Vienna e presso la Galleria Borghese di Roma), inviate da Pompeo; non si sa se egli ottenne queste opere direttamente dal sovrano spagnolo o se le acquistò dal suo favorito Antonio Perez, dopo la sua caduta in disgrazia nel 1579.
Venuto in possesso delle carte e dei disegni che Leonardo da Vinci aveva lasciato a Francesco Melzi, fu responsabile del loro smembramento per ricavare dalla vendita una somma di denaro più alta.

## Opere
- Busto di Carlo V (in collaborazione con il padre).
- L'imperatore Carlo V domina il Furore (Museo del Prado).
- Sepolcro dell'inquisitore e arcivescovo di Siviglia Fernando de Valdés realizzato tra il 1576 e il 1582 in alabastro per la Collegiata di Santa María la Mayor a Salas (Asturie).
- Sculture dell'altare maggiore della Basilica del Monastero di San Lorenzo de El Escorial.
- Gruppo monumentale del mausoleo di Carlo V e di Filippo II (Monastero di San Lorenzo de El Escorial). Realizzato in parte a Milano, assemblato nella basilica nel 1587.
- Sepolcro del cardinale Espinosa de los Monteros (Chiesa parrocchiale di Martín Muñoz de las Posadas di Segovia).
- Statua orante della principessa Giovanna (Monastero de las Descalzas Reales di Madrid).
- Statua orante del cavalier Antonio de Sotelo y Cisneros (Chiesa di Sant'Andrea di Zamora).
- Busto di Filippo II in marmo (Museo Metropolitano di New York).
- Statua del primo duca di Lerma e della sua moglie (Museo nazionale di scultura di Valladolid).
- Pietra tombale di Pedro Dávila y Zúñiga e di María de Córdoba (Museo archeologico nazionale di Spagna, prima al convento dei Santi Domenico e Paolo a Las Navas del Marqués).
- Cristo de las Mercedes (Valladolid).

### Foto di opere

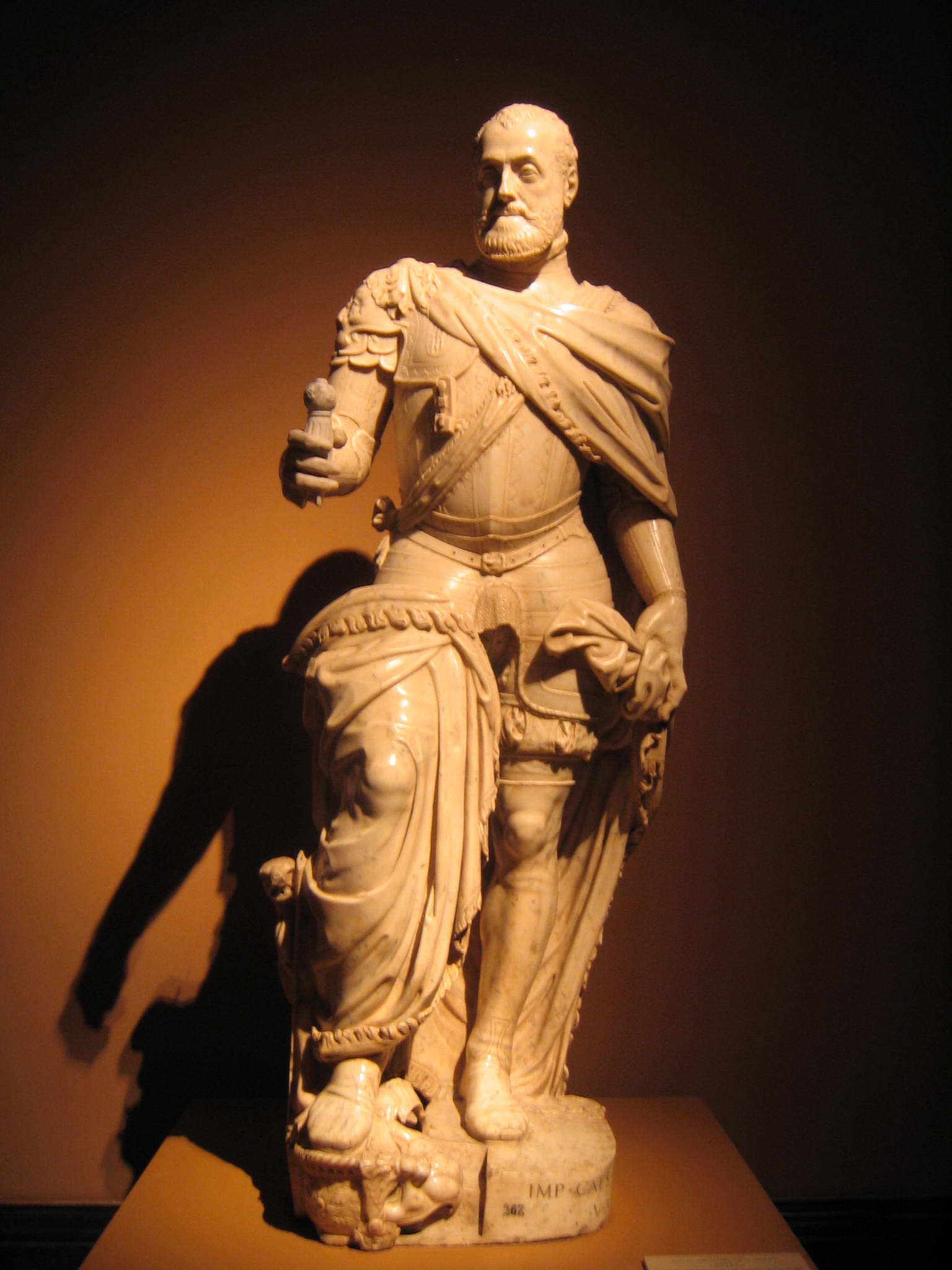
Carlo V al Museo del Prado (Madrid)
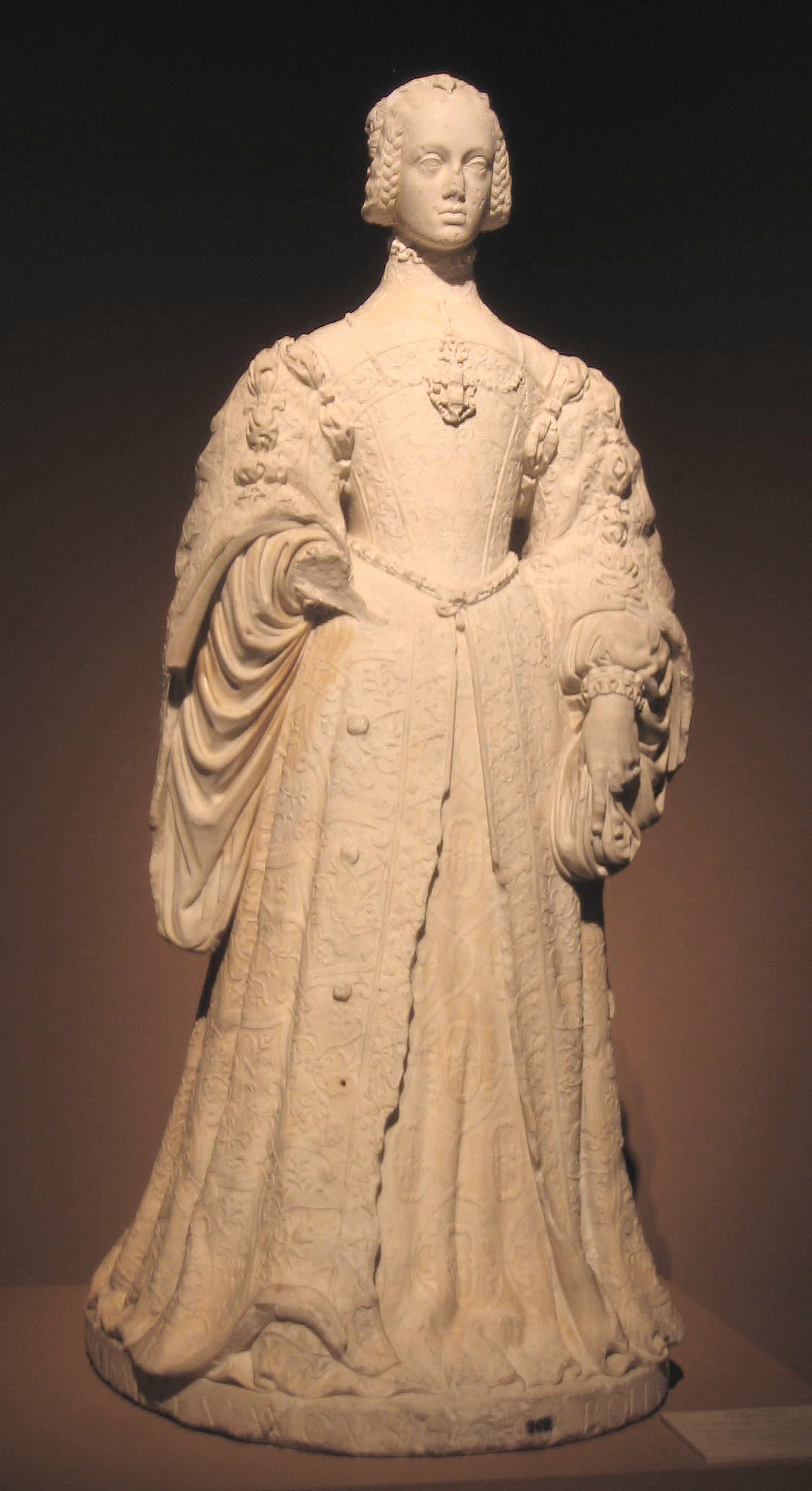
Isabella di Portogallo
Pietra tombale dei marchesi di Las Navas del Marqués
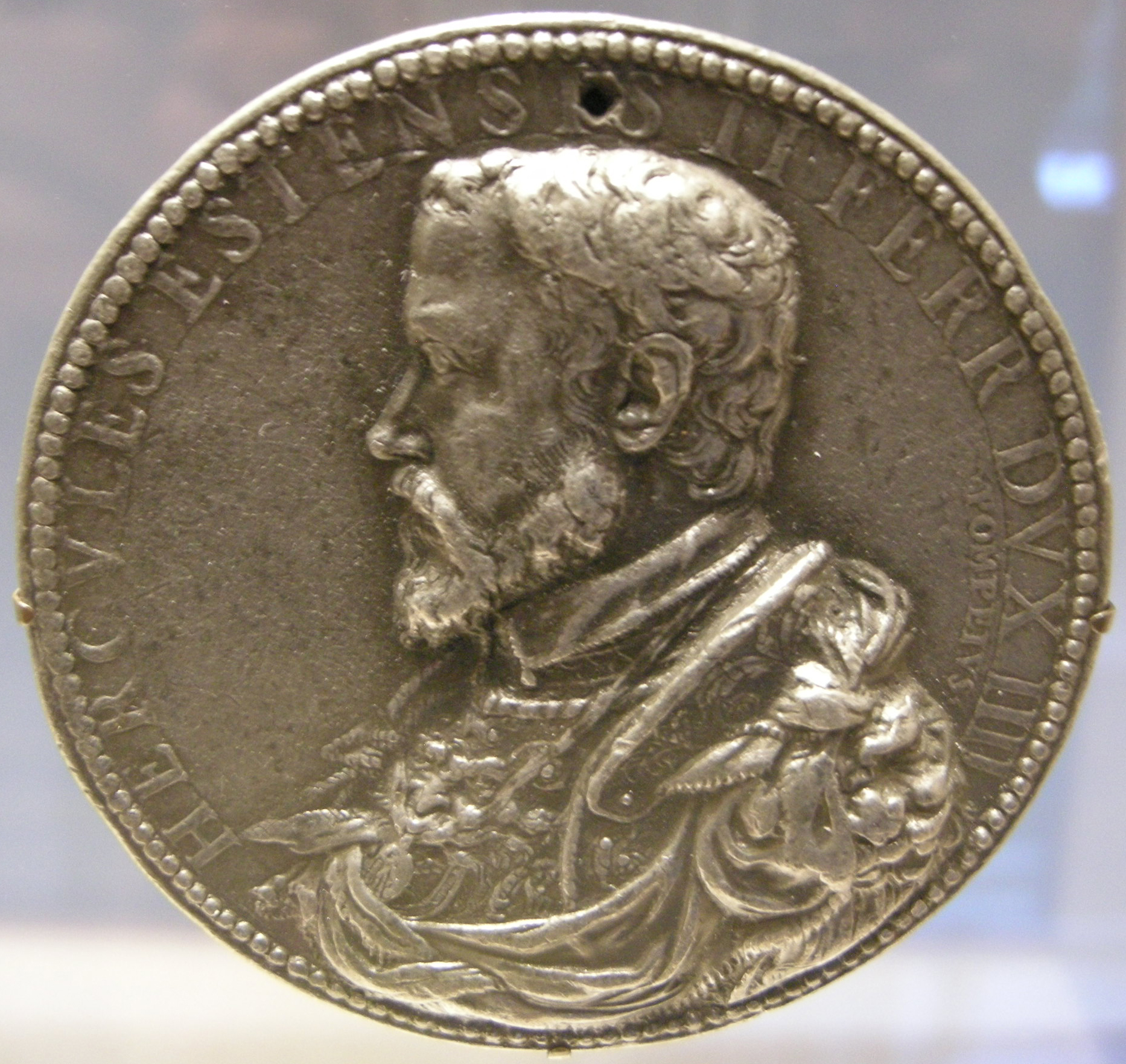
Medaglia di Ercole II d'Este, 1554
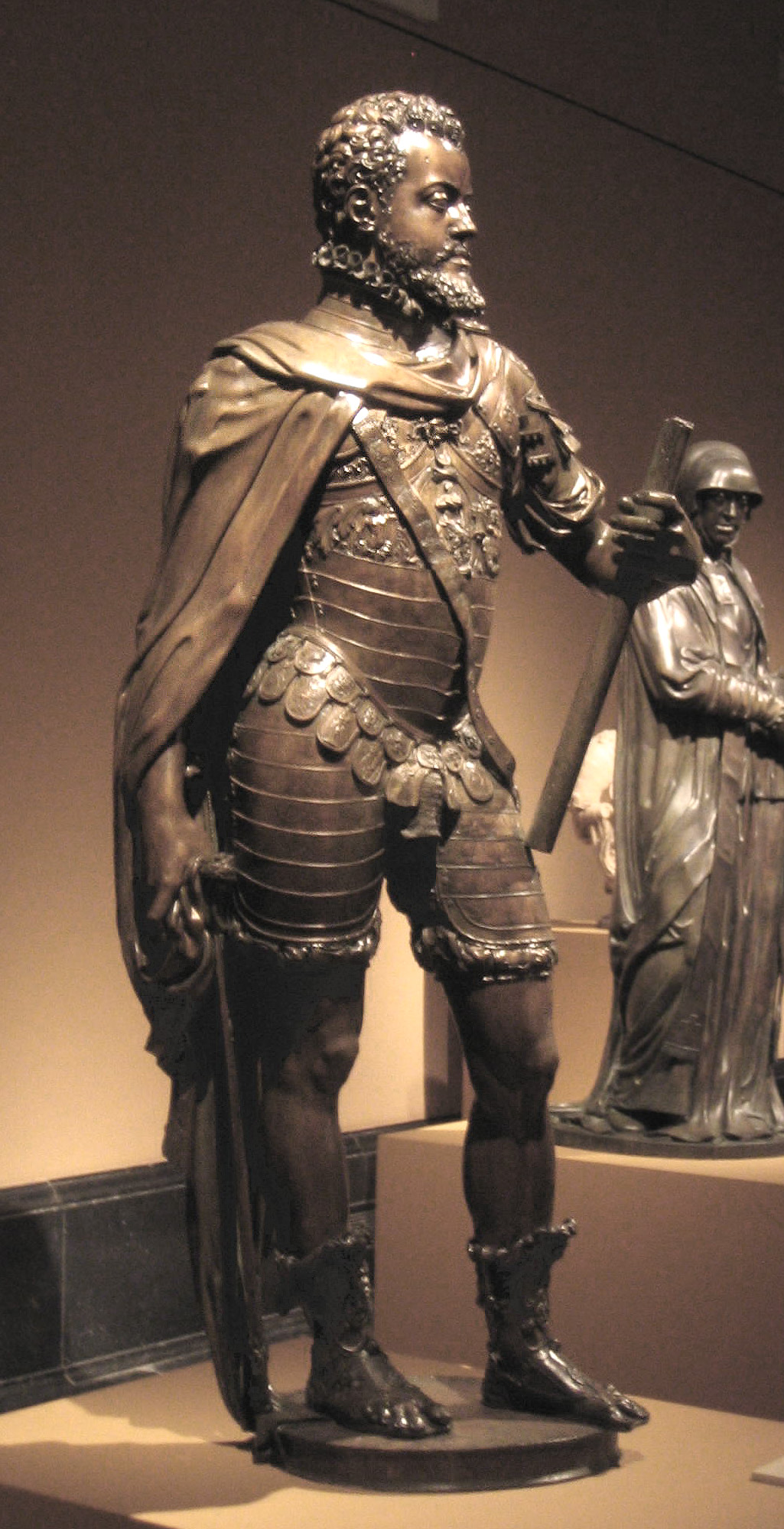
Filippo II